# Нортфілд (Кентуккі)
Нортфілд (англ. Northfield) — місто (англ. city) в США, в окрузі Джефферсон штату Кентуккі. Населення — 991 особа (2020).

## Географія
Нортфілд розташований за координатами 38°17′9″ пн. ш. 85°38′11″ зх. д. / 38.28583° пн. ш. 85.63639° зх. д. (38.285765, -85.636266).  За даними Бюро перепису населення США в 2010 році місто мало площу 1,22 км², уся площа — суходіл.

## Демографія
Згідно з переписом 2010 року, у місті мешкало 1020 осіб у 413 домогосподарствах у складі 250 родин. Густота населення становила 836 осіб/км².  Було 426 помешкань (349/км²).
Расовий склад населення:
| - 88,6 % — білих - 8,9 % — чорних або афроамериканців - 1,9 % — азіатів |

До двох чи більше рас належало 0,3 %. Частка іспаномовних становила 1,4 % від усіх жителів.
За віковим діапазоном населення розподілялося таким чином: 20,8 % — особи молодші 18 років, 54,8 % — особи у віці 18—64 років, 24,4 % — особи у віці 65 років та старші. Медіана віку мешканця становила 47,7 року. На 100 осіб жіночої статі у місті припадало 87,8 чоловіків;  на 100 жінок у віці від 18 років та старших — 82,0 чоловіків також старших 18 років.
Середній дохід на одне домашнє господарство  становив 119 989 доларів США (медіана — 87 321), а середній дохід на одну сім'ю — 152 330 доларів (медіана — 137 583). Медіана доходів становила 103 750 доларів для чоловіків та 46 000 доларів для жінок. За межею бідності перебувало 7,4 % осіб, у тому числі 14,5 % дітей у віці до 18 років та 1,7 % осіб у віці 65 років та старших.
Цивільне працевлаштоване населення становило 420 осіб. Основні галузі зайнятості: освіта, охорона здоров'я та соціальна допомога — 21,4 %, науковці, спеціалісти, менеджери — 19,3 %, фінанси, страхування та нерухомість — 16,4 %.